# Жукова, Мария Александровна
Мария Александровна Жукова (в девичестве Попова; 29 мая 1985, Москва) — российская футболистка, центральная защитница. Выступала за сборную России.

## Биография
Воспитанница московского футбола, первый тренер — Ирина Успенская. В высшей лиге России выступала с 2005 года за «Приалит» (Реутов), провела в команде два сезона. Также упоминается о выступлениях за «Россиянку». В 2007—2012 матчах играла за «ЦСП Измайлово», провела в его составе не менее 59 матчей в высшей лиге. После окончания профессиональной карьеры некоторое время выступала за любительские коллективы низших лиг, в том числе за московское «Торпедо» и «Истру».
Сыграла один матч за национальную сборную России — 22 июля 2011 года в игре против Китая (0:2) вышла на замену на 80-й минуте вместо Елены Медведь.
В 2014 году играла за московский «Локомотив» в чемпионате России по пляжному футболу, провела 5 матчей и забила 4 гола, а её команда заняла четвёртое место. В сезоне 2015/16 выступала за московское «Торпедо» в первой лиге по мини-футболу.
С середины 2010-х годов выступала под фамилией Жукова. Участвовала в соревнованиях по мини-футболу за московские «Динамо» и «Альфа-Банк». В 2019 году сыграла 5 матчей и забила один гол в чемпионате России по пляжному футболу за команду «Задорные-ВТБ».